# Padergnone
Padergnone és un antic municipi italià, dins de la província de Trento. L'any 2007 tenia 666 habitants. Limitava amb els municipis de Calavino, Trento i Vezzano.
L'1 de gener 2016 es va fusionar amb els municipis de Terlago i Vezzano creant així el nou municipi de Vallelaghi, del qual actualment és una frazione.

## Administració
| Període | Identitat       | Partit       |
| ------- | --------------- | ------------ |
| 2005-   | Luca Maccabelli | Lista cívica |